# Oh Lonesome Me
| Recensione | Giudizio |
| ---------- | -------- |
| AllMusic   |          |

Oh Lonesome Me è il primo album solista del cantante country statunitense Don Gibson, pubblicato dalla RCA Victor Records nel maggio del 1958.

## Tracce

### LP
(1958, RCA Victor Records, LPM 1743)
Lato A (J2WP-2192)
Testi e musiche di Don Gibson, eccetto dove indicato.
1. Bad, Bad Day – 2:34 – Registrato il 27 febbraio 1958
2. Take Me as I Am (Or Let Me Go) – 2:30 (Boudleaux Bryant) – Registrato il 27 febbraio 1958
3. I Can't Leave – 2:12 – Registrato il 27 febbraio 1958
4. I Can't Stop Loving You – 2:34 – Registrato il 3 dicembre 1957
5. Blues in My Heart – 2:38 (testo: Jennie Lou Carson – musica: Red Foley) – Registrato il 27 febbraio 1958
6. Sweet, Sweet Girl – 1:51 – Registrato il 27 febbraio 1958

Durata totale: 14:19
Lato B (J2WP-2193)
Testi e musiche di Don Gibson, eccetto dove indicato.
1. Blue, Blue Day – 1:53 – Registrato il 26 giugno 1957
2. Heartbreak Avenue – 2:42 (Mel Foree) – Registrato il 27 febbraio 1958
3. We Could – 2:28 (Felice Bryant) – Registrato il 27 febbraio 1958
4. Oh Lonesome Me – 2:31 – Registrato il 3 dicembre 1957
5. Too Soon to Know – 2:33 – Registrato il 26 giugno 1957
6. If You Don't Know It – 2:12 – Registrato il 27 febbraio 1958

Durata totale: 14:19

## Formazione
- Don Gibson – voce, chitarra

### Gruppo
- Chet Atkins – chitarra
- Rusty Kershaw – chitarra (A1, A2, A3, A5, A6, B2, B3 e B6)
- Velma Smith – chitarra ritmica (A1, A2, A3, A4, A5, A6, B2, B3, B4 e B6)
- Floyd Cramer – pianoforte
- Junior Huskey – contrabbasso (B1 e B5)
- Joseph Zinkan – contrabbasso (A4 e B4)
- Bob Moore – contrabbasso (A1, A2, A3, A5, A6, B2, B3 e B6)
- Troy Hatcher – batteria (A4, B1, B4 e B5)
- Buddy Harman – batteria  (A1, A2, A3, A5, A6, B2 e B6)
- The Jordanaires (gruppo vocale) – cori

### Produzione
- Chet Atkins – produzione
- Lowell Blanchard – note retrocopertina album originale[4]

## Classifica
Singoli
| Anno | Titolo del brano        | Classifica        | Posizione raggiunta |
| ---- | ----------------------- | ----------------- | ------------------- |
| 1958 | Oh Lonesome Me          | Hot 100           | 7                   |
| 1958 | Blue, Blue Day          | Hot 100           | 20                  |
| 1958 | I Can't Stop Loving You | Hot 100           | 81                  |
| 1958 | Oh Lonesome Me          | Hot Country Songs | 1                   |
| 1958 | Blue, Blue Day          | Hot Country Songs | 1                   |
| 1958 | I Can't Stop Loving You | Hot Country Songs | 7                   |